# Агуас-ди-Санта-Барбара
Агуас-ди-Санта-Барбара (порт. Águas de Santa Bárbara) — муниципалитет в Бразилии, входит в штат Сан-Паулу. Составная часть мезорегиона Бауру. Входит в экономико-статистический микрорегион Аваре. Население составляет 6208 человек на 2006 год. Занимает площадь 408,471 км². Плотность населения — 15,2 чел./км².

## История
Город основан 20 апреля 1868 года.

## Статистика
- Валовой внутренний продукт на 2003 составляет 84 760 616,00 реалов (данные: Бразильский институт географии и статистики).
- Валовой внутренний продукт на душу населения на 2003 составляет 14 723,05 реала (данные: Бразильский институт географии и статистики).
- Индекс развития человеческого потенциала на 2000 составляет 0,824 (данные: Программа развития ООН).

## География
Климат местности: субтропический. В соответствии с классификацией Кёппена, климат относится к категории Cfb.

## Галерея

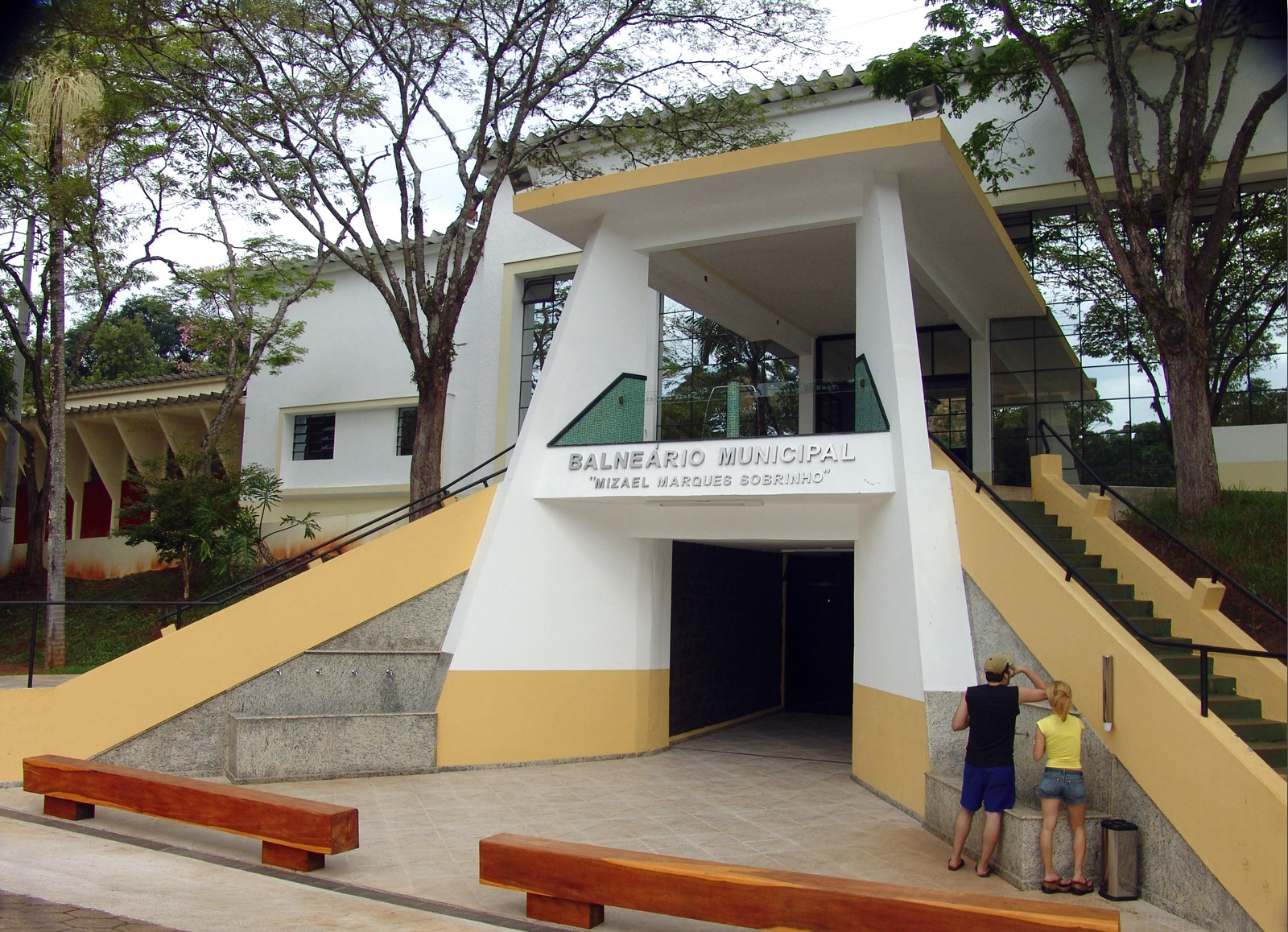
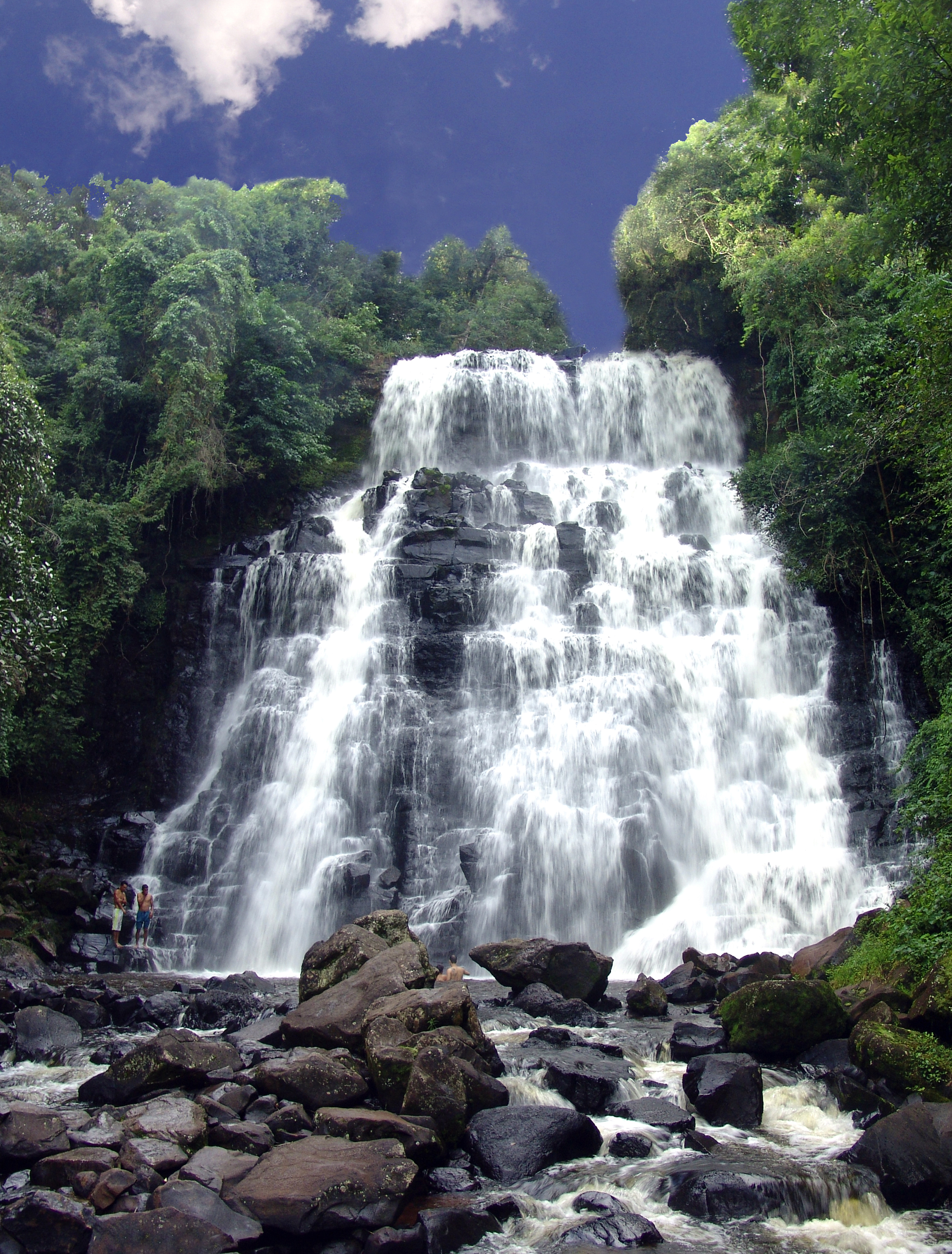
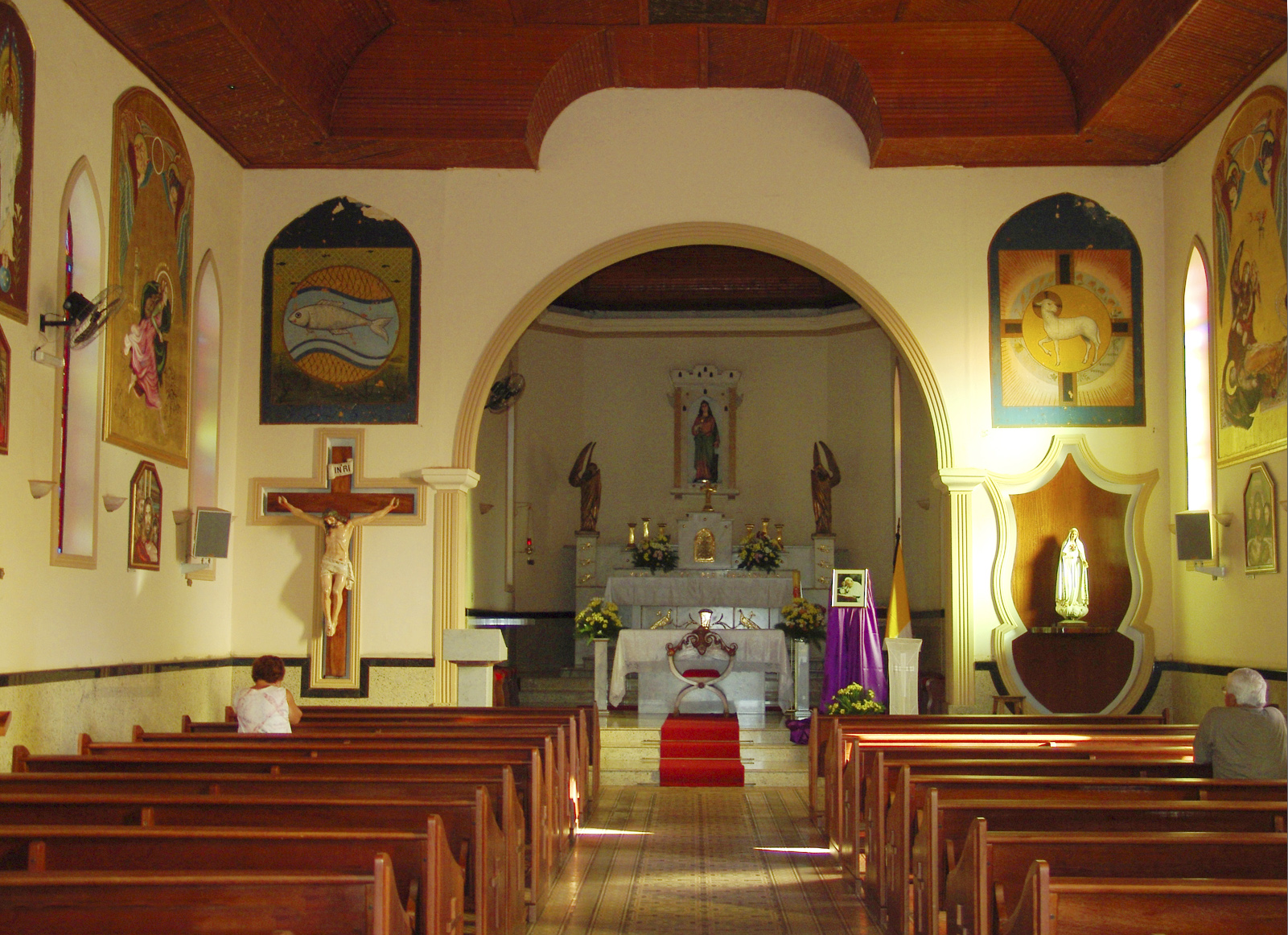
Собор
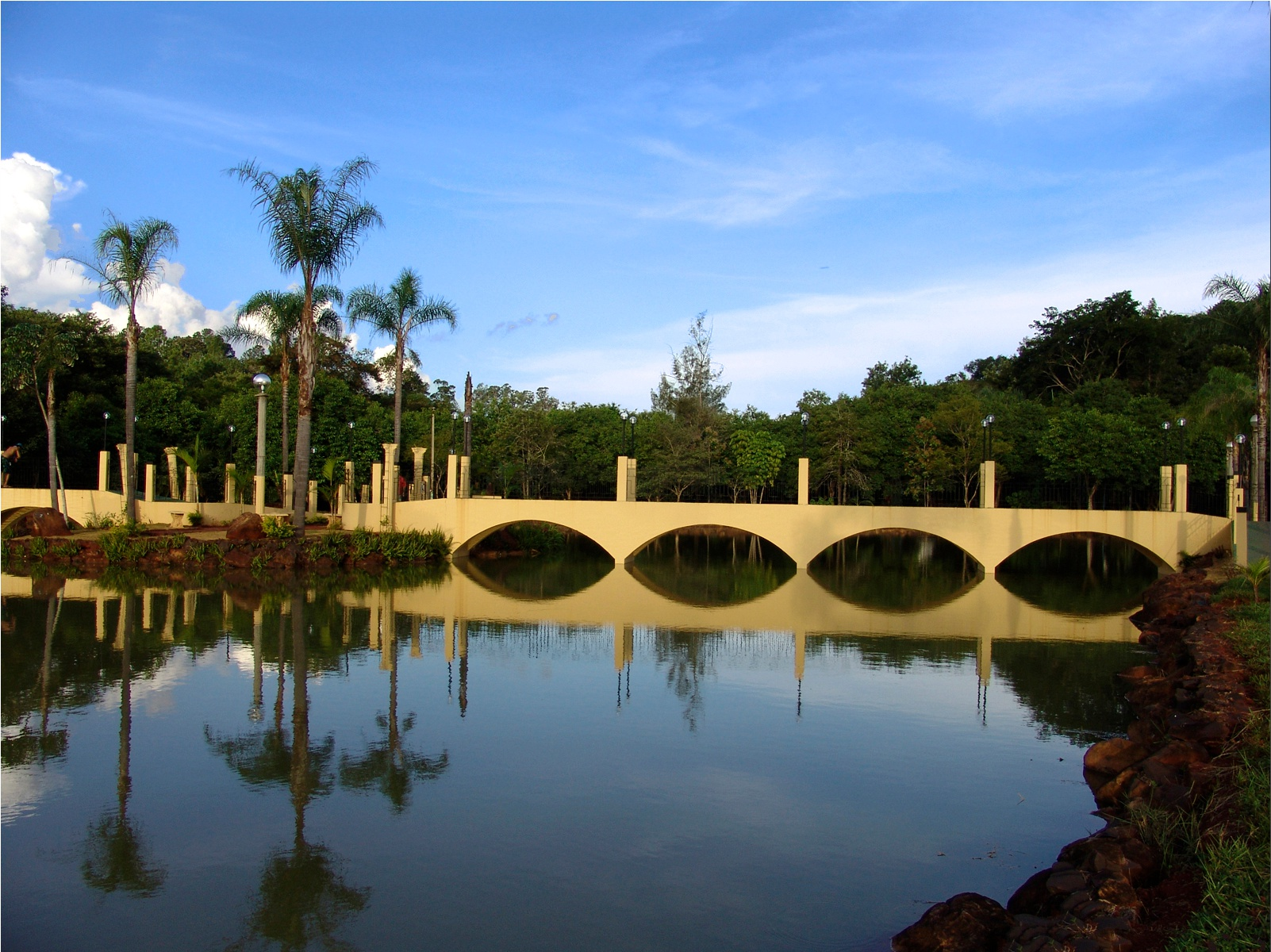
Мост
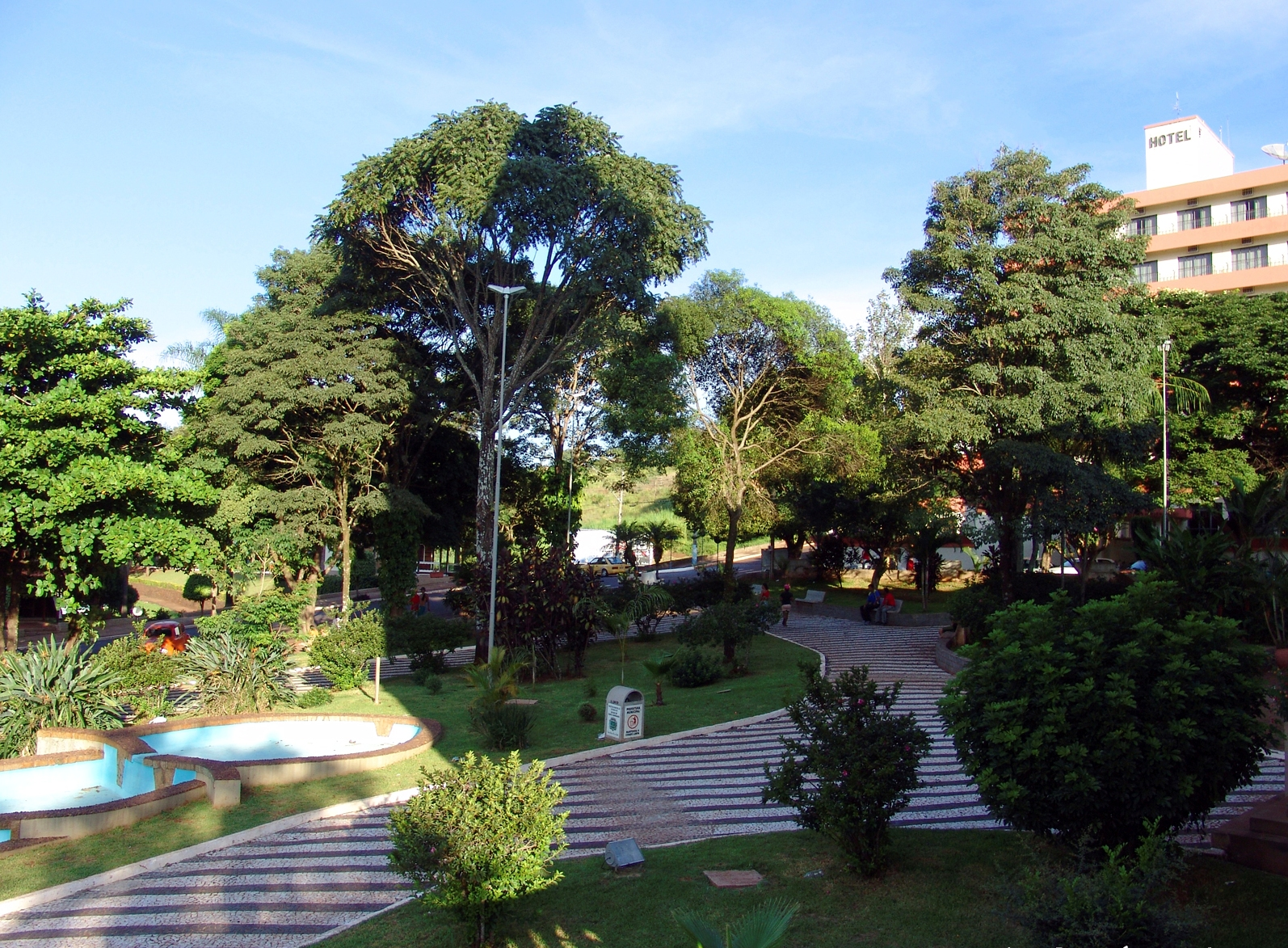
Собор
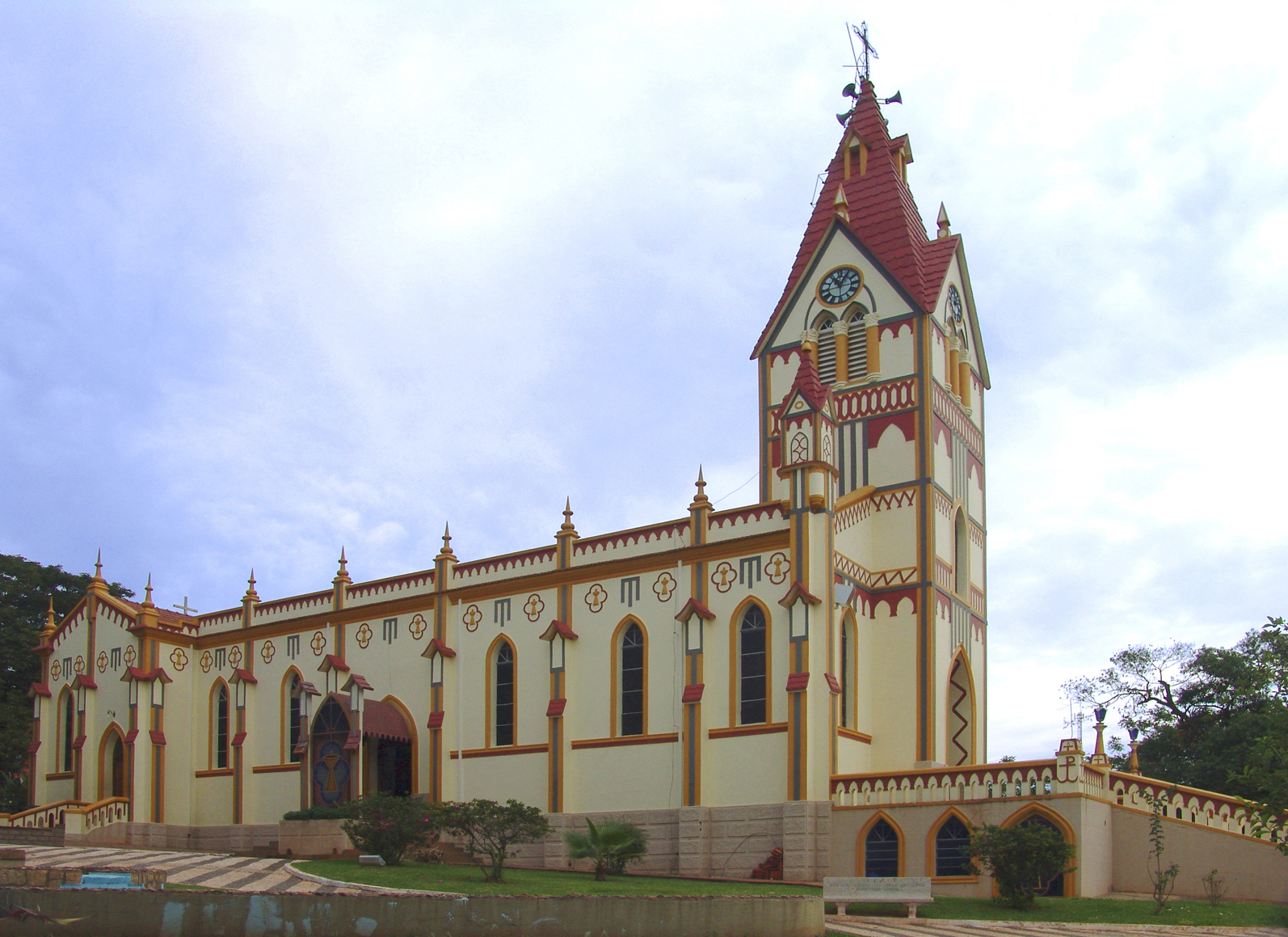
Собор